# Dicksonia lanigera
Dicksonia lanigera är en ormbunkeart som beskrevs av Holtt. Dicksonia lanigera ingår i släktet Dicksonia och familjen Dicksoniaceae. Inga underarter finns listade.